# 이해사회학
이해사회학, 해석사회학, 해석적 사회학(Verstehen, 독일어 발음: [fɛɐˈʃteːən], "이해하다", Interpretive sociology)은 일반적으로 독일 철학과 사회과학의 맥락에서 19세기 후반부터 영어와 독일어에서 특정 의미로 사용되어 왔다. 사회 현상에 대한 "해석적 또는 참여적" 조사의 의미이다. 이 용어는 독일 사회학자 막스 베버의 작업과 밀접하게 연관되어 있는데, 그의 반실증주의는 사회적 행동 분석에 뿌리를 둔 이전의 사회학적 실증주의와 경제적 결정론에 대한 대안을 확립했다. 인류학에서 이해사회학은 문화의 외부 관찰자가 문화와 관련을 맺고 다른 문화를 이해하려고 시도하는 체계적인 해석 과정을 의미하게 되었다.
이해사회학은 현재 실증주의 사회과학을 거부하는 핵심 개념이자 방법으로 간주된다(비록 베버는 이 둘이 통합될 수 있다고 생각하는 것처럼 보였지만). 이해사회학은 배우의 관점에서 행동의 의미를 이해하는 것을 말한다. 이는 다른 사람의 입장이 되어 보는 것이며, 이러한 연구 입장을 채택하려면 배우를 관찰 대상이 아닌 주체로 대해야 한다. 이는 또한 자연계의 물체와는 달리 인간 행위자는 단순히 외부 힘이 밀고 당기는 산물이 아니라는 것을 의미한다. 개인은 세상에 대한 자신의 이해를 조직하고 의미를 부여함으로써 세상을 창조하는 것으로 보인다. 행위자가 자신의 행동이나 환경에 부여하는 의미를 고려하지 않고 행위자에 대한 연구를 수행하는 것은 행위자를 사물처럼 취급하는 것이다.